# Catherine G. Wolf

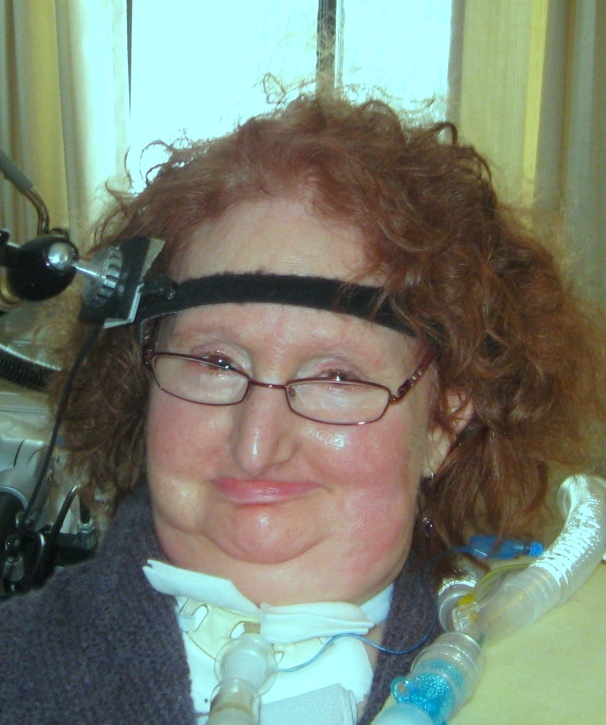
Catherine Gody Wolf am Computer: beim Hochziehen der Augenbrauen hebt sich das schwarze Band um ihre Stirn und löst einen Schalter aus

Catherine G. Wolf (* 25. Mai 1947 in Washington, D.C.; † 7. Februar 2018 in Katonah, Westchester County, New York) war eine US-amerikanische Psychologin und Informatikerin. Sie wurde bekannt durch ihre Forschung auf dem Gebiet der Mensch-Computer-Interaktion.

## Leben und Werk
Wolf studierte Psychologie an der Tufts University und erhielt ihren Abschluss an der Brown University. Danach absolvierte sie ein zusätzliches Aufbaustudium am Massachusetts Institute of Technology, bevor sie dort als Vollzeit-Forscher begann. 1968 heiratete sie den Mathematiker Joel Wolf, mit dem sie zwei Töchter bekam. Sie promovierte in Psychologie bei Peter D. Eimas an der Brown University und wurde 1977 Managerin bei den Bell Laboratories for Human Factors. 1985 begann sie ihre Tätigkeit als Forschungspsychologin am Thomas J. Watson Research Center in Yorktown Heights, New York. Während ihrer Zeit bei IBM war sie besonders daran interessiert zu lernen, wie Menschen am Arbeitsplatz mit Software umgehen. Als Reaktion auf das von ihr beobachtete Verhalten entwarf und testete sie neue Schnittstellensysteme, in denen Sprache und handgeschriebene Wörter in digitale Informationen umgewandelt werden konnten. Sie arbeitete unter anderem an einem System namens Conversation Machine, dem Vorläufer der heutigen Telefonbanking-Systeme. 1997 wurde bei ihr Amyotrophe Lateralsklerose (ALS) diagnostiziert. 2001 entschied sie sich für eine Tracheotomie, bei der ein Atemschlauch dauerhaft im Nacken angebracht wurde, sodass sie ohne Verwendung von Nase oder Mund atmen konnte. Sie verlor schließlich den Gebrauch aller ihrer Muskeln außer einigen in ihrem Gesicht. Zur Kommunikation verwendete sie ein Computersystem, das die Bewegung ihrer Augenbrauen in Text umwandelte. Sie schrieb Gedichte, sandte E-Mails, führte Interviews und schrieb Artikel. 2004 ging sie in den Langzeiturlaub für Behinderte und trat 2012 offiziell in den Ruhestand. Auch nachdem sie fast alle Muskelfunktionen verloren hatte, leistete sie dennoch einen Beitrag zur Erforschung der Mensch-Computer-Interaktion. Sie arbeitete auch mit dem Wadsworth Center, das zum New York State Department of Health gehört, als Testerin verschiedener Systeme zusammen.  2009 veröffentlichte sie einen Forschungsartikel, der eine Skala erweitert, die üblicherweise zur Beurteilung des Fortschreitens von ALS (als ALSFRS-R bezeichnet) verwendet wird, um die Fähigkeiten von Menschen mit fortgeschrittenem ALS genauer einzuschätzen. Dieses Papier trug wesentlich zum Verständnis dessen bei, wozu ALS-Patienten in der Lage sein könnten, auch wenn ein Großteil ihrer Muskelfunktion verloren gegangen ist. Mit dem Verlust ihrer Muskelkontrolle wurde sie zunehmend zu einer Expertin für Gehirn-Computer-Interface-Systeme. Sie veröffentlichte mehr als 100 Forschungsartikel und besaß das Eigentum an sechs Patenten. 2003 wurde sie von der Tufts University mit einem Distinguished Service Award ausgezeichnet.